# Divjakë
Divjakë ([divjak(ə)]; bepaalde vorm: Divjaka) is een stad (bashki) in prefectuur Fier. De stad telt 34.000 inwoners (2011) en het centrum ervan ligt vijf kilometer verwijderd van de Adriatische kust.
Divjakë gaf samen met de Karavastalagune, die net ten zuidwesten van Divjakë ligt, haar naam aan het Nationaal Park Divjakë-Karavasta, dat door de Conventie van Ramsar beschermde draslanden bevat.

## Bestuurlijke indeling
Administratieve componenten (njësitë administrative përbërëse) na de gemeentelijke herinrichting van 2015 (inwoners tijdens de census 2011 tussen haakjes):
Divjakë (8445) • Grabjan (3638) • Gradishtë (7521) • Remas (4449) • Tërbuf (10201).
De stad wordt verder ingedeeld in 37 plaatsen: Adriatik, Babunjë, Bishtçukas, Bregas, Çermë e Sipërme, Çermë Pasha, Çermë Proshkë, Çermë Shkumbin, Divjakë, Dushk Cam, Ferras, Fier Seman, Germenj i Madh, Germenj i Vogël, Goricaj, Grabjan, Gradishtë, Gungas, Gure, Hallvaxhias, Kamenicë, Karavasta e re, Karavasta Fshat, Këmishtaj, Kryekuq, Mertish, Mizë, Muçias, Remas, Shënepremte, Sopës, Spolet, Stravec, Sulzotaj, Tërbuf, Xengë, Zharnec.

## Toerisme
Het strand van Divjakë, Plazhi i Divjakës, doet doorgaans dienst als uitvalsbasis voor het natuurreservaat. Er staan een aantal hotels; daarnaast zijn er enkele particuliere overnachtingsmogelijkheden.

## Vervoer
Doorgaans rijden minibussen vanuit Tirana niet door tot in Divjakë; bussen richting het zuiden gaan op de rotonde net ten zuiden van Rrogozhinë eerder een andere kant op, zoals de grotere steden Berat, Fier of Lushnjë. Normaliter wachten taxi's tot na de middag de reizigers aan deze rotonde op.
Belsh · Berat · Bulqizë · Cërrik · Delvinë · Devoll · Dibër · Dimal · Divjakë · Dropull · Durrës · Elbasan · Fier · Finiq · Fushë-Arrëz · Gjirokastër · Gramsh · Has · Himarë · Kamëz · Kavajë · Këlcyrë · Klos · Kolonjë · Konispol · Korçë · Krujë · Kuçovë  · Kukës · Kurbin · Lezhë · Libohovë · Librazhd · Lushnjë · Malësi e Madhe · Maliq · Mallakastër · Mat · Memaliaj · Mirditë · Patos · Peqin  · Përmet · Pogradec · Poliçan · Prrenjas · Pukë · Pustec · Roskovec · Rrogozhinë · Sarandë · Selenicë · Shijak · Shkodër · Skrapar · Tepelenë · Tirana · Tropojë · Vau i Dejës · Vlorë · Vorë

Deelgemeenten · Gemeenten · Prefecturen